# Карл Фридрих II Вюртемберг-Эльс
Карл Фридрих II Вюртембергский (нем. Karl Friedrich II von Württemberg-Oels; 7 февраля 1689, Мерзебург — 14 декабря 1761, Олесница) — герцог Олесницкий (Эльс) (1704—1744).

## Биография
Представитель Вюртембергского дома. Второй сын Христиана Ульриха Вюртемберг-Эльс, герцога Олесницкого (1652—1704) от второго брака с Сибиллой Марией Саксен-Мерзебургской (1667—1693).
В 1704 году после смерти герцога Христиана Ульриха его сыновья Карл Фридрих и Христиан Ульрих получили в совместное владение герцогство Олесницкое (Эльс) в Силезии, при этом Карлу Фридриху досталась столица герцогства Олесница (Эльс), в Христиану Ульриху ― территория вокруг деревни Брезевиц (позже переименованной Вильгельминенорт). На момент смерти отца Карл Фридрих был еще несовершеннолетний, поэтому он находился под опекой, пока он не был объявлен совершеннолетним в 1707 году.
В 1738—1744 годах герцог Карл Фридрих Вюртемберг-Эльс был регентом герцогства Вюртемберг (в период несовершеннолетия герцога Карла Евгения). В 1734 году после смерти Кристиана Ульриха (младшего брата Карла Фридриха) его владения унаследовал сын Карл Кристиан Эрдман (1716—1792).
Был одним из основателей Вроцлавского университета. В 1730 году возник крупный пожар в Олеснице. Город был восстановлен на средства, которые удалось собрать в Вюртемберге и Саксонии, к правителям правителям которых обратился за помощью Карл Фридрих.
В 1739 году герцог Карл Фридрих Вюртембергский был награжден польского орденом Белого орла.
С 1740 года на территории княжества началась Первая Силезская война между Пруссией и Австрией. Прусский король Фридрих II Великий, руководивший оккупацией Силезии, лишил власти местных князей. Они по-прежнему оставались крупными землевладельцами, но административная власть перешла в руки прусской администрации. Силезские князья сохранили свои герцогские титулы.
В 1744 году Карл Фридрих Вюртембергский отказался от власти в герцогстве в пользу своего племянника Карла Кристиана Эрдмана, сына его младшего брата Кристиана Ульриха. Затем он проживал в течение некоторого времени в Мендзыбуже, а затем переехал в Олесницу, где и скончался в возрасте 72 лет в 1761 году.

## Брак
21 апреля 1709 года в Штутгарте Карл Фридрих Вюртемберг-Эльс женился на Сибилле Шарлотте (14 ноября 1690 — 30 октября 1735), старшей дочери герцога Фридриха Фердинанда Вюртемберг-Вайльтингенского (1654—1705) и Елизаветы Вюртемберг-Монбельярской (1665—1726). Их брак был бездетным.